# 시미즈촌 (가나가와현)
시미즈촌(일본어: 清水村)은 일본 가나가와현 아시가라카미군에 존재했던 촌이다. 현재의 야마키타정 남서부에 해당한다.

## 역사
- 1923년 4월 1일 - 가와니시촌, 야가촌, 야마이치바촌이 합병해 성립하였다.
- 1955년 4월 1일 - 야마키타정, 교와촌, 미호촌과 합병해, 새로운 야마키타정이 성립하여, 동일 시미즈촌은 폐지되었다.

## 교통

### 철도
- 일본국유철도 (현 도카이 여객철도)
  - 고텐바선

## 참고 문헌
- 角川日本地名大辞典編纂委員会,『角川日本地名大辞典 神奈川県』1984, 角川書店